# Tokudaia tokunoshimensis
Tokudaia tokunoshimensis es una especie de roedor de la familia Muridae.

## Distribución geográfica
Se encuentra sólo en Japón.

## Hábitat
Su hábitat natural son: bosques templados.